# Карипидис, Савас
Савас Карипидис (греч. Σάββας Καρυπίδης; род. 23 мая 1979 года, Катерини) — греческий гандболист.

## Биография

### Клубная
Савас Карипидис начинал карьеру в греческих клубах «Архелаос Катерини», «Панэллиниос» (Афины) и «Филиппос Вериас». В 2005 году Карипидис перешёл в швейцарский клуб «Кадеттен Шафхаузен», с которым стал чемпионом Швейцарии. С сезона 2005/06 Савас Карипидис перешёл в немецкий клуб «Ветцлар». В 2007 году Карипидис перешёл в «Мельзунген». В сезоне 2008/09 Савас Карипидис стал лучшим бомбардиром чемпионата Германии. Карипидис выступал в МТ Мельзунген до 2013 года. В 2013 году Савас Карипидис вернулся в Грецию, перейдя в афинский АЕК, а через два года перешёл в «Филиппос Вериас», карьеру завершил по окончании сезона 2016/2017.

### Карьера в сборной
Савас Карипидис выступал за сборную Греции, сыграв за неё более 202 матчей и забросив более 930 мячей. Участник Олимпийских игр 2004 года и чемпионата мира 2005 года.

## Награды
- Чемпион Швейцарии: 2005
- Лучший бомбардир чемпионата Германии: 2008/09
- Обладатель кубка Греции: 2014[3]
- Участник матча всех звёзд: 2009